# Leichtathletik-Europameisterschaften 2018/Medaillenspiegel
Dies ist der vollständige Medaillenspiegel der Leichtathletik-Europameisterschaften 2018, welche vom 6. bis zum 12. August 2018 in Berlin in Deutschland stattfanden. Bei identischer Medaillenbilanz sind die Länder auf dem gleichen Rang geführt und alphabetisch geordnet.
| Medaillenspiegel (nach 48 von 48 Entscheidungen) | Medaillenspiegel (nach 48 von 48 Entscheidungen) | Medaillenspiegel (nach 48 von 48 Entscheidungen) | Medaillenspiegel (nach 48 von 48 Entscheidungen) | Medaillenspiegel (nach 48 von 48 Entscheidungen) | Medaillenspiegel (nach 48 von 48 Entscheidungen) |
| Platz                                            | Land                                             | Gold                                             | Silber                                           | Bronze                                           | Gesamt                                           |
| ------------------------------------------------ | ------------------------------------------------ | ------------------------------------------------ | ------------------------------------------------ | ------------------------------------------------ | ------------------------------------------------ |
| 1                                                | Großbritannien                                   | 7                                                | 5                                                | 6                                                | 18                                               |
| 2                                                | Polen                                            | 7                                                | 4                                                | 1                                                | 12                                               |
| 3                                                | Deutschland                                      | 6                                                | 7                                                | 6                                                | 19                                               |
| 4                                                | Frankreich                                       | 3                                                | 4                                                | 3                                                | 10                                               |
| 5                                                | Belgien                                          | 3                                                | 2                                                | 1                                                | 6                                                |
| 5                                                | Griechenland                                     | 3                                                | 2                                                | 1                                                | 6                                                |
| 7                                                | Belarus                                          | 3                                                | 1                                                | 3                                                | 7                                                |
| 8                                                | Norwegen                                         | 3                                                | 1                                                | 1                                                | 5                                                |
| 9                                                | Spanien                                          | 2                                                | 3                                                | 5                                                | 10                                               |
| 10                                               | Ukraine                                          | 2                                                | 3                                                | 2                                                | 7                                                |
| 11                                               | Portugal                                         | 2                                                | —                                                | —                                                | 2                                                |
| 12                                               | Niederlande                                      | 1                                                | 3                                                | 4                                                | 8                                                |
| 13                                               | Türkei                                           | 1                                                | 2                                                | 2                                                | 5                                                |
| 13                                               | Authorised Neutral Athletes                      | 1                                                | 2                                                | 2                                                | 5                                                |
| 15                                               | Schweden                                         | 1                                                | 2                                                | 1                                                | 4                                                |
| 15                                               | Schweiz                                          | 1                                                | 2                                                | 1                                                | 4                                                |
| 17                                               | Italien                                          | 1                                                | 1                                                | 4                                                | 6                                                |
| 18                                               | Litauen                                          | 1                                                | —                                                | 1                                                | 2                                                |
| 19                                               | Kroatien                                         | 1                                                | —                                                | —                                                | 1                                                |
| 19                                               | Israel                                           | 1                                                | —                                                | —                                                | 1                                                |
| 21                                               | Tschechien                                       | —                                                | 2                                                | 1                                                | 3                                                |
| 22                                               | Aserbaidschan                                    | —                                                | 1                                                | —                                                | 1                                                |
| 22                                               | Bulgarien                                        | —                                                | 1                                                | —                                                | 1                                                |
| 22                                               | Slowakei                                         | —                                                | 1                                                | —                                                | 1                                                |
| 25                                               | Österreich                                       | —                                                | —                                                | 2                                                | 2                                                |
| 26                                               | Estland                                          | —                                                | —                                                | 1                                                | 1                                                |
| 26                                               | Irland                                           | —                                                | —                                                | 1                                                | 1                                                |
| 26                                               | Ungarn                                           | —                                                | —                                                | 1                                                | 1                                                |
| Gesamt                                           | Gesamt                                           | 50                                               | 50                                               | 50                                               | 149                                              |